# Triathlon ai Giochi della XXXII Olimpiade - Gara a squadre
Il Triathlon a squadre è stata una delle tre gare di Triathlon ai Giochi della XXXII Olimpiade; la gara si è svolta il 31 luglio 2021 presso il Parco marino di Odaiba.
La vincitrice della gara è stata la squadra britannica composta da Jessica Learmonth, Jonathan Brownlee, Georgia Taylor-Brown e Alex Yee.

## Risultati
Legenda
- #: numero di pettorale dell'atleta nella gara
- Nuoto: tempo richiesto all'atleta per completare la parte di nuoto
- Ciclismo: tempo richiesto all'atleta per completare la parte di ciclismo
- Corsa: tempo richiesto all'atleta per completare la parte di corsa
- Differenza: differenza tra il tempo dell'atleta e quello del vincitore della competizione
- Lapped: denota che l'atleta è stato doppiato e allontanato dal percorso
- * Il tempo totale include entrambi transizioni

| Rank | Squadra       | Triatleti                                                                | Nuoto | Ciclismo | Corsa | Tempo totale* | Differenza |
| ---- | ------------- | ------------------------------------------------------------------------ | ----- | -------- | ----- | ------------- | ---------- |
|      | Gran Bretagna | Jessica Learmonth Jonathan Brownlee Georgia Taylor-Brown Alex Yee        | 16:13 | 39:57    | 23:14 | 1:23:41       | __         |
|      | Stati Uniti   | Katie Zaferes Kevin McDowell Taylor Knibb Morgan Pearson                 | 16:28 | 39:26    | 23:31 | 1:23:55       | +0:14      |
|      | Francia       | Léonie Périault Dorian Coninx Cassandre Beaugrand Vincent Luis           | 16:35 | 39:51    | 23:21 | 1:24:04       | +0:23      |
| 4    | Paesi Bassi   | Rachel Klamer Marco Van Der Stel Maya Kingma Jorik Van Egdom             | 16:27 | 39:44    | 23:50 | 1:24:34       | +0:53      |
| 5    | Belgio        | Claire Michel Marten Van Riel Valérie Barthelemy Jelle Geens             | 16:25 | 39:57    | 23:51 | 1:24:36       | +0:55      |
| 6    | Germania      | Laura Lindemann Jonas Schomburg Anabel Knoll Justus Nieschlag            | 16:26 | 39:53    | 23:59 | 1:24:40       | +0:59      |
| 7    | Svizzera      | Jolanda Annen Andrea Salvisberg Nicola Spirig Max Studer                 | 16:36 | 40:17    | 24:03 | 1:25:27       | +1:46      |
| 8    | Italia        | Verena Steinhauser Gianluca Pozzatti Alice Betto Delian Stateff          | 16:33 | 40:46    | 24:38 | 1:26:23       | +2:42      |
| 9    | Australia     | Ashleigh Gentle Matthew Hauser Emma Jeffcoat Jacob Birtwhistle           | 16:27 | 41:16    | 24:19 | 1:26:27       | +2:46      |
| 10   | Spagna        | Anna Godoy Fernando Alarza Miriam Casillas Mario Mola                    | 16:29 | 41:10    | 24:24 | 1:26:31       | +2:50      |
| 11   | Ungheria      | Zsanett Bragmayer Bence Bicsák Zsófia Kovács Tamás Tóth                  | 16:43 | 41:11    | 24:14 | 1:26:43       | +3:02      |
| 12   | Nuova Zelanda | Ainsley Thorpe Tayler Reid Nicole van der Kaay Hayden Wilde              | 16:47 | 40:39    | 24:56 | 1:26:53       | +3:12      |
| 13   | Giappone      | Yuko Takahashi Kenji Nener Niina Kishimoto Makoto Odakura                | 16:38 | 40:48    | 25:10 | 1:27:02       | +3:21      |
| 14   | ROC           | Alexandra Razarenova Dmitry Polyanski Anastasia Gorbunova Igor Polyanski | 16:23 | 41:11    | 25:02 | 1:27:13       | +3:32      |
| 15   | Canada        | Amélie Kretz Matthew Sharpe Joanna Brown Alexis Lepage                   | 16:40 | 40:36    | 25:23 | 1:27:21       | +3:40      |
| 16   | Messico       | Cecilia Pérez Crisanto Grajales Claudia Rivas Irving Pérez               | 16:38 | 41:32    | 25:59 | 1:28:53       | +5:12      |
| 17   | Austria       | Julia Hauser Alois Knabl Lisa Perterer Lukas Hollaus                     |       |          |       |               | DNS        |